# 서울매그넷고등학교
서울매그넷고등학교(서울매그넷高等學校)는 대한민국 서울특별시 금천구 시흥동에 위치한 사립 고등학교이다.

## 학교 연혁
- 1981년 12월 4일 : 동일여자고등학교 2부 상과 인가(10학급씩 전학년 30학급)
- 1984년 10월 5일 : 동일수덕관 개관(연건평 1,958.3평)
- 1986년 12월 30일 : 동일여자 상업고등학교 교사 6층 신축(연건평 1,882.4평)
- 1987년 1월 12일 : 동일여자 상업고등학교(1부 10학급, 2부 8학급씩 전학년 54학급) 설립인가, 김동섭 초대 교장 취임
- 1987년 3월 3일 : 동일여자상업고등학교 개교 및 입학식 거행
- 1989년 6월 23일 : 동일명덕관 신축 개관(연건평 875.7평)
- 1990년 2월 15일 : 동일여자상업고등학교 제1회 졸업식 거행(1,027명)
- 1991년 12월 31일 : 동일전산관 신축 개관(연건평 1,493.3평)
- 1993년 9월 2일 : 동일여자상업고등학교를 동일여자전산상업고등학교로 교명변경 인가
- 1997년 11월 7일 : 동일전산관 증축(연건평 2,242.5평)
- 1998년 11월 15일 : 동일 학원 30주년 기념행사 및 동일회관 준공식(연건평 850평)
- 1999년 7월 14일 : 동일여자전산디자인고등학교로 교명변경 인가
- 2007년 9월 1일 : 동일연혁관 개관(동일수덕관 1층 267m2)
- 2012년 8월 3일 : 동일여자상업고등학교로 교명 인가
- 2013년 2월 7일 : 제24회 졸업식(졸업생 360명, 총누계 18,340명)
- 2013년 3월 1일 : 학칙변경인가(금융경영과, 세무회계과, 관광경영과, 디자인경영과 3학급씩 전체 12학급)
- 2020년 3월 2일 : 제9대 이균순 교장 취임
- 2022년 3월 2일 : 동일여자상업고등학교를 서울매그넷고등학교로 교명 변경 인가

## 설치 학과
- 관광경영과
- 금융세무과
- 시각디자인과
- 베이커리과
- 스마트콘텐츠과

## 참고 자료
- 서울매그넷고등학교 - 한국교육학술정보원 학교알리미